# Marta Cecilia Vélez Saldarriaga
Marta Cecilia Vélez Saldarriaga. (Medellín, 26 de junio de 1954-Rionegro, 12 de febrero de 2019) fue una filósofa, feminista y docente colombiana. Estudió la obra de Carl Gustav Jung y a partir de esto analizó realidades colombianas entre los jóvenes como el sicariato. Se desempeñó como profesora titular de la Universidad de Antioquia desde 1978  hasta 2018. Su obra ha sido un aporte para analizar la psique, los mitos y el pensamiento feminista en Colombia.

## Biografía

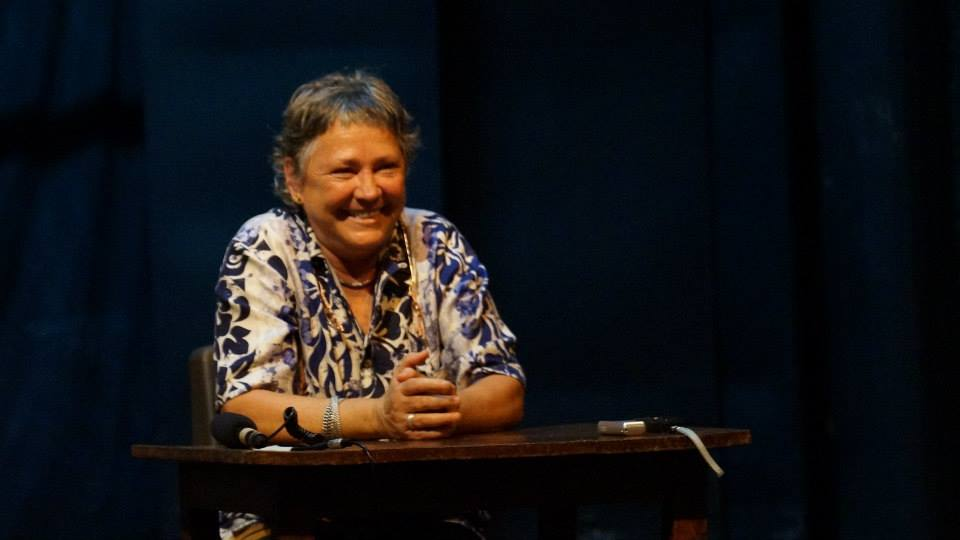
Marta Vélez

Vélez Saldarriaga nació en una familia antioqueña. Sus padres fueron María Isabel Saldarriaga Escobar y Alfonso Vélez Saldarriaga. Estudió en el Colegio La Enseñanza de la Compañía de María. Hizo su licenciatura de filosofía y letras en la Universidad Pontificia Bolivariana en su ciudad natal. Se vinculó como profesora de tiempo completo en la Universidad de Antioquia, a edad temprana, apenas recibió su grado en filosofía. Posteriormente, viajó a la ciudad francesa de Aix-en-Provence donde hizo sus estudios de maestría. Se desempeñó como profesora y conferencista en la Universidad de Antioquia desde 1978 hasta un año antes de su muerte, en 2019. Formó parte del Departamento de Psicología de la Facultad de Ciencias Humanas de la Universidad y es allí en donde estudió, investigó y enseñó diversos campos de la psicología.

### Feminismo
Fue también una pensadora feminista, fundadora y editora de la Revista Brujas. Las Mujeres Escriben, donde publicó ensayos feministas y cuentos (escritos bajo seudónimos) durante los años 1982 a 1987. Activista y radical del feminismo participó activamente en encuentros, conferencias y seminarios a nivel nacional e internacional, y durante toda su vida se interesó por la situación de la mujer; la psique femenina, lo femenino, la palabra de la mujer, la imagen de la Gran Diosa, el erotismo y la sexualidad de la mujer fueron temas que trató.

### Fallecimiento
Murió a causa de un accidente cerebrovascular, en la mañana del 12 de febrero de 2019, en Rionegro, donde residía.